# Z8 GND 5296

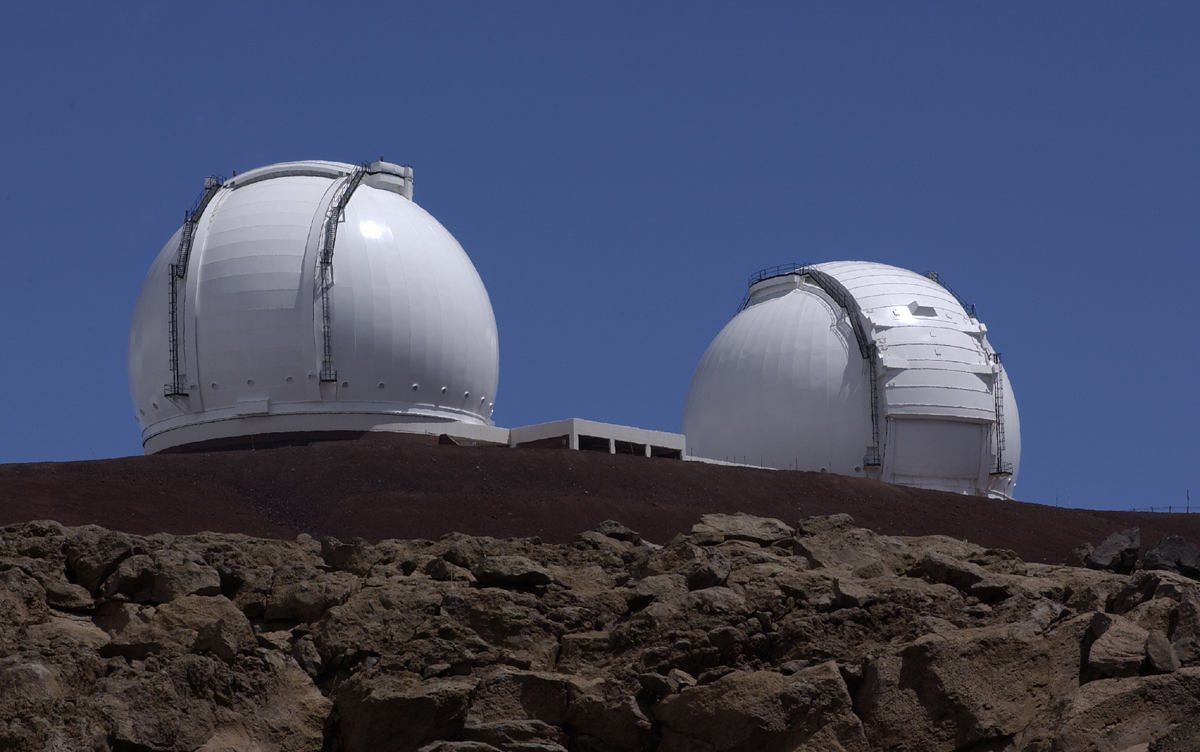
Đài thiên văn W. M. Keck trên đỉnh Mauna Kea ở Hawaii, nơi đã có những quan sát xác nhận việc khám phá ra z8_GND_5296

z8_GND_5296, được phát hiện vào năm 2013, là thiên hà xa nhất từ trước đến nay được tìm thấy. Nó được sinh ra "chỉ 700 triệu năm sau vụ nổ Big Bang, khi vũ trụ chỉ khoảng 5 phần trăm của tuổi hiện tại (13,8 tỷ năm)". Thiên hà có dịch chuyển đỏ 7,51, và nó là láng giềng với thiên hà xa nhất thứ hai với dịch chuyển đỏ 7,2. Thiên hà này có tốc độ sản sinh sao rất lớn, tương đương với số lượng khoảng 300 mặt trời mỗi năm. Thiên hà này cách Trái Đất khoảng 13,1 tỷ năm ánh sáng theo quãng đường ánh sáng di chuyển, và 30 tỷ năm ánh sáng theo khoảng cách ngoại suy đồng chuyển động hiện tại, theo mô hình giãn nở của vũ trụ .
Nghiên cứu được công bố vào ngày 24 tháng 10 năm 2013 trên tạp chí Nature do một nhóm các nhà thiên văn học từ Đại học California, Riverside do Bahram Mobasher và Naveen Reddy phối hợp với các nhà thiên văn học tại Đại học Texas tại Austin, Đại học Texas A & M, Đài quan sát thiên văn học quang học quốc gia phát hiện thiên hà xa nhất này bằng hình ảnh quang học sâu và hình ảnh hồng ngoại do kính viễn vọng không gian Hubble. Khám phá của họ đã được xác nhận bởi kính viễn vọng Keck tại Hawaii có MOSFIRE (một công cụ mới trên kính viễn vọng Keck cực kỳ nhạy cảm với ánh sáng hồng ngoại).

## Khoảng cách theo quãng đường ánh sáng
Những gì đang quan sát được theo ánh sáng đến từ z8_GND_5296 là đã diễn ra cách đây khoảng hơn 13,1 tỷ năm ánh sáng. Khoảng cách theo quãng đường ánh sáng được tính bằng tốc độ ánh sáng nhân với thời gian mà ánh sáng đi từ z8_GND_5296 ở trạng thái khoảng 13,1 tỷ năm trước đến được người quan sát trên Trái Đất hiện nay. Như vậy khoảng cách này khoảng 13,1 tỷ năm ánh sáng.

## Khoảng cách đồng chuyển động
Thực tế vào cùng thời điểm hiện tại, z8_GND_5296 đã ở trạng thái khác (so với trạng thái mà chúng ta đang quan sát được, vì những gì chúng ta đang quan sát được diễn ra cách đây 13,1 tỷ năm). Cụ thể, do vũ trụ giãn nở và do chuyển động của z8_GND_5296 so với hệ quy chiếu đồng chuyển động, vị trí của z8_GND_5296 hiện tại khác với vị trí đang quan sát được, và khoảng cách riêng hay khoảng cách đồng chuyển động từ z8_GND_5296 đến Trái Đất khác với khoảng cách theo quãng đường ánh sáng. Có thể ước lượng khoảng cách đồng chuyển động theo mô hình giãn nở vũ trụ và bỏ qua chuyển động bất thường của z8_GND_5296 lệch khỏi hệ quy chiếu đồng chuyển động. Một ước lượng  cho thấy khoảng cách đồng chuyển động của z8_GND_5296 so với Trái Đất khoảng 30 tỷ năm ánh sáng.